# Нитрит
Нитрити су једињења која садрже . јон

### Грађа нитрита
Сви нитрити морају да садрже јон . Овај јон има исту количину и распоред електрона као и молекул озона. Од анјона  који се јавља у w нитратима разликује се по томе што трећа од хибридизованих орбитала sp2 не гради везу са атомом кисеоника; молекул има облик троугла. 
У процесу примања катјона метала или водоника од стране јона  за грађење везе користи се један од слободних електронских парова неког атома кисеоника. У случају реакције јона  нпр са атомом угљеника постоји могућност грађења везе преко слободног електронског пара азота.

### Особине
Неоргански нитрити су супстанције кристалног облика. Растварају се у води. Могу да показују редукционе особине нпр: 
јонске: 
као и оксидационе, нпр према угљоводоницима метала.

### Добијање
Нитрити се добијају убацивањем смеше азот(II) оксида и азот(IV) оксида у растворе хидроксида или карбоната алкалних метала, нпр. 
Друга метода је редукција растопљених нитрата оловом, нпр. 
Неки нитрати (V) се редукују до нитрита (III) под утицајем загревања, нпр. 